# Henri Martin (Dompteur)

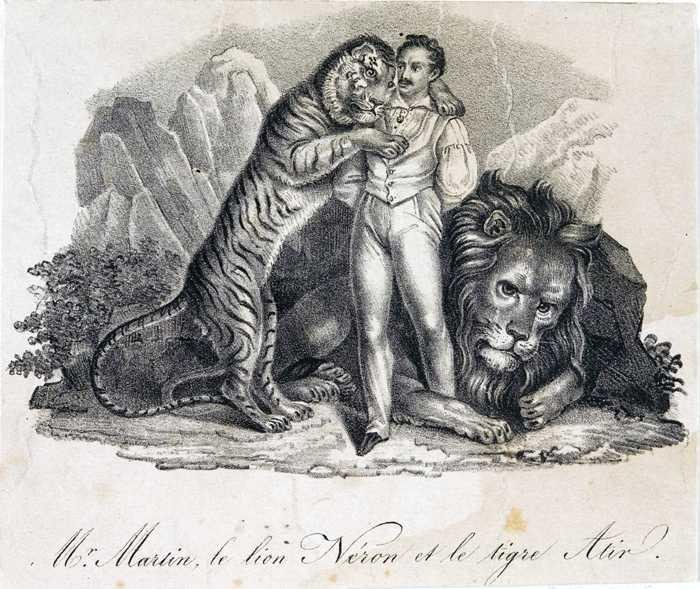
Henri Martin, um 1825, mit dem Löwen Néron und dem Tiger Atir

Henri Martin (* 10. Januar 1793 in Marseille; † 8. April 1882 in Rotterdam) war ein in ganz Europa berühmter Tierschausteller und Dompteur, der nach Beendigung seiner Artistenlaufbahn Zoodirektor in Rotterdam wurde.

## Leben und Wirken

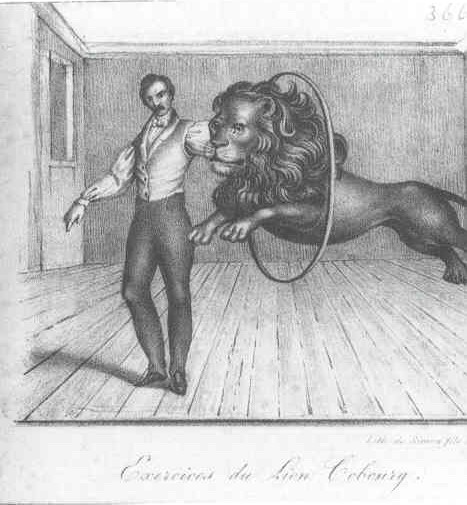
Henri Martin trainiert seinen Löwen Coburg, 1820/1830; Gemeentearchief Amsterdam

Als Heranwachsender lernte Henri Martin im Zirkus Guillaume in Livorno das Voltigieren und arbeitete ab 1817 als Kunstreiter im Cirque Blondin. 1819 gründete er eine eigene Kunstreitertruppe. Kurze Zeit später heiratete er Gertrude van Aken, Mitinhaberin der von ihrem Bruder geleiteten Menagerie van Aken, die Martin in Nürnberg kennengelernt hatte. Dort führte er die erste von ihm bekannt gewordene Dressur seines Tigers Atir vor. Nach Auflösung seiner eigenen Menagerie verdingte er sich wiederum bei Blondin und trat dort als Kunstreiter in Pantomimen zu Schillers Räubern in Erscheinung. Nach einem Unfall bei einer Aufführung 1822 zog er zwischen 1823 und 1829 mit der Menagerie seines Schwagers durch Europa und erlangte vor allem durch seinen Umgang mit Raubkatzen Berühmtheit. „Ich bemühe mich“, so formulierte Martin, „den Charakter jedes einzelnen Tiers zu enträtseln, seinen Neigungen entgegenzukommen.“
1829 folgte er einer Einladung des Zoologen Cuvier nach Paris, wo er Honoré de Balzac zu seiner Erzählung Une passion dans le désert anregte, die 1830 erschien. Nicht nur der Schriftsteller, sondern auch die Gesellschaft am Hof Karls X. besuchte Martins Vorstellungen in Paris. Martins Plan für ein Zoorama, in dem Wildtiere als Modelle für Künstler dienen und dem Publikum ihre Nützlichkeit verdeutlichen sollten, wurde durch die Julirevolution vereitelt. Im April 1831 zeigte er im Cirque Olympique in Paris eine Pantomime, Les lions de Mysore, in der zwei seiner Löwen, Charlotte und Coburg, mitspielten. Während einer Vorstellung dieses Programms im Drury Lane Theatre in London 1833 erlitt er erneut eine schwere Verletzung, in deren Folge er sich aus dem Schaustellerleben zurückzog.
Seine Tiere verkaufte Martin 1837 an seinen Schwager Cornelius van Aken, ließ sich in Rotterdam nieder und widmete sich als wohlhabender Privatier der Rosenzucht. Er beriet den 1838 gegründeten Zoo von Amsterdam und unterstützte 1842 Martin Lichtenstein bei den Vorbereitungen zur Einrichtung eines zoologischen Gartens in Berlin, indem er ihn über Raubtierkrankheiten unterrichtete und in deren Behandlung einwies. 1853 wurde Henri Martin zum Direktoriumsmitglied des Rotterdamer Zoos berufen, bei dessen Gründung er ebenfalls beratend tätig gewesen war. 1870 zog er sich endgültig ins Privatleben zurück.